# У Цинфэн
У Цинфэн (кит. трад. 吴卿风, упр. 吳卿風, пиньинь Wú Qīngfēng; род. 28 января 2003, Шаосин, Чжэцзян) ― китайская пловчиха, специализирующаяся в плавании вольным стилем. Двукратный бронзовый призёр летних Олимпийских игр 2024 года, чемпионка мира 2023 года, чемпионка Азиатских игр 2022 года, призёр чемпионатов мира и Азиатских игр. Участница летних Олимпийских игр 2020 и 2024 годов.

## Биография
Родилась 28 января 2003 года в Шаосине, Китай.
В 2018 году на летних Азиатских играх в Джакарте завоевала две медали: серебро в эстафете 4 по 100 метров вольным стилем и бронзу в индивидуальном заплыве на 50 метров вольным стилем.
В 2021 году представляла свою страну на летних Олимпийских играх в Токио. На дистанции 50 метров вольным стилем была пятой, участвовала в эстафетах в составе китайской команды.
В 2023 году на чемпионате мира в Фукуоке стала чемпионкой в составе комбинированной эстафетной команды 4 по 100 метров. Ещё одну медаль — бронзу завоевала в эстафете 4 по 100 метров вольным стилем.
На Олимпийских играх 2024 года в Париже сумела завоевать две бронзовые олимпийские медали в эстафетных заплывах 4 по 100 метров комбинированным стилем и 4 по 100 метров вольным стилем. В индивидуальном заплыве на 50 метров вольным стилем стала седьмой.
В 2025 году на чемпионате мира в Сингапуре завоевала четыре медали: две серебряные и две бронзовые. На дистанции 50 метров вольным стилем в финале приплыла к финишу второй, уступив победительнице Мег Харрис из Австралии 0,24 секунды.